# Molindon
Molindon – organiczny związek chemiczny, pochodna indolu, stosowany jako lek przeciwpsychotyczny. W 2010 roku Endo Pharmaceuticals, jedyny producent leku w Stanach Zjednoczonych, zaprzestał jego produkcji. Preparat leku zawierał chlorowodorek molindonu.

## Mechanizm działania
Działanie przeciwpsychotyczne tłumaczone jest blokadą receptorów dopaminergicznych D2. Lek wykazuje też powinowactwo do szeregu innych receptorów.
Profil receptorowy molindonu:

- 5-HT1A (Ki = 3797 nM)[3]
- 5-HT2A (Ki = 320[3]–6032 nM)
- 5-HT2C (Ki > 10000 nM)[3]
- 5-HT3 (Ki = 1008 nM)[3]
- 5-HT7 (Ki = 3053 nM)[3]
- D2 (Ki = 6[4]–63[3] nM)
- D3 (Ki = 20–94 nM)[5]
- D4 (Ki = 2400 nM)
- α1 (Ki = 2500 nM)[6]
- α2A (Ki = 1097 nM)[3]
- α2B (Ki = 557,8 nM)[3]
- α2C (Ki = 172,6 nM)[3]
- H1 (Ki = 2130 nM)[3]
- M (Ki > 10000 nM)[6]

## Wskazania
Molindon był wskazany w leczeniu objawów schizofrenii i innych psychoz. W porównaniu z innymi klasycznymi neuroleptykami rzadziej powodował przyrost masy ciała.

## Preparaty
- Moban (Gate/Orion/Swire Loxley)

Lek dostępny był w postaci tabletek i płynu. Najczęstszy zakres dawek leku wynosił 40–100 mg, maksymalna dawka dzienna 225 mg. Ze względu na krótki okres półtrwania stosowany był w 3–4 dawkach podzielonych, ale niektórzy pacjenci wymagali stosowania pojedynczej dawki dziennie.